# 坊門局 (足利義満側室)
坊門局（ぼうもんのつぼね、? - 応永31年（1424年））は、室町時代前期から中期にかけての女性。第3代将軍・足利義満の側室。

## 生涯
父は和気広成で、はじめ禁裏に仕えて伊予局と称した（『薩戒記』）。後に足利義満に仕えて側室になった。義満没後の応永28年（1421年）3月に日野栄子や高橋殿、対御方、光照院尊久らと共に熊野詣に出発している。応永31年（1424年）末に死去した。